# In den Rhythmen von Tukaj
In den Rhythmen von Tukaj (tatarisch Тукай аһәңнәре Tuqáy ahäñnäré, russisch В ри́тмах Тука́я) ist eine vokal-symphonische Dichtung nach den Gedichten von Gabdulla Tukaj, bestehend aus sieben Liedern für Singstimme und Kammerorchester, die Almas Monassypow im Jahr 1975 komponierte.

## Entstehung
Die Texte stammen von Gabdulla Tukaj (1986–1913). Er war einer der bekanntesten Vertreter der tatarischen Renaissance des frühen 20. Jahrhunderts. Almas Monassypow entnahm die sieben Gedichte aus verschiedenen Jahren. Das Werk wurde 1975 zum 90. Geburtstag des Dichters fertig gestellt.:315 Die erste Ausgabe der Dichtung, arrangiert für Bariton und Klavier, wurde 1976 im Tatarischen Buchverlag veröffentlicht. Das Werk wurde 1976 vom Bariton Emil Djalaletdinow mit dem Kammerorchester der TASSR unter der Leitung des Komponisten uraufgeführt.

## Inhalt
Das Interesse des Komponisten am Jazz ist teilweise auf seine Zusammenarbeit mit dem Oleg-Lundstrem-Orchester zurückzuführen. Die vokal-symphonische Dichtung basiert einerseits auf Merkmalen der tatarischen und in größerem Umfang der für die vorrevolutionäre Zeit charakteristischen allgemeinen türkischen Musik. Andererseits spiegelt die Arbeit die Techniken des Jazz, des Neoklassizismus und sogar der Popmusik wider. Das Werk verwendet die tatarischen Volksmelodien Täftiläw und Ein paar Pferde.:316, 323 Die im Gedicht weit verbreiteten 5/8 und 7/8 Taktbezeichnungen, d. h. die metrischen Merkmale sind Charakteristika, wie bei den Volksliedern Munadjat und Bajet.
Es gibt zwei Ausgaben der Dichtung. Die erste Ausgabe war für den Bariton Emil Djalaletdinow bestimmt, die zweite Ausgabe erschien 1993 für den Tenor Idris Gasiew. Die zweite Ausgabe benutzt die folgende Instrumentierung::325
- Tenor mit Mikrofon;
- Die zwei E-Gitarren;
- Orgel oder Elektronische Orgel;
- Klavier mit Mikrofon;
- Perkussion mit Mikrofon;
- Daira;
- Streichorchester.

| № | Name des Teils                                      | Originalname                        | Gedichtname                | Originalname des Gedichtes       | Jahr des Gedichtes | I. Ausgabe | II. Ausgabe |
| - | --------------------------------------------------- | ----------------------------------- | -------------------------- | -------------------------------- | ------------------ | ---------- | ----------- |
| 1 | (Einführung)                                        | —                                   | —                          | —                                | —                  | c-moll     | d-moll      |
| 1 | Für das Heimatland                                  | Tuğan ciremä                        | Für das Heimatland         | Tuğan ciremä                     | 1907               | C-dur      | D-dur       |
| 2 | Versuchen Sie, die Herzen der Menschen zu erreichen | Quzğatmaqçı bulsañ xalıq küñellären | Das Unbenannte             | Serläwxäsez                      | 1909               | fis-moll   | g-moll      |
| 3 | Das Heimatdorf                                      | Tuğan awıl                          | Das Heimatdorf             | Tuğan awıl                       | 1909               | c-moll     | f-moll      |
| 4 | Umkehr und Buße                                     | Täwbä wä istiğfar                   | Umkehr und Buße            | Täwbä wä istiğfar                | 1911               | d-moll     | e-moll      |
| 5 | Gebrochene Hoffnung                                 | Özelgän ömid                        | Gebrochene Hoffnung        | Özelgän ömid                     | 1910               | F-dur      | G-dur       |
| 6 | Ich wußte nicht                                     | Belmädem                            | Stimme vom Muridenfriedhof | Möridlär qaberstanınnan ber awaz | 1906               | c-moll     | d-moll      |
| 7 | Diese dunkle Wolke über uns wird verschwinden       | Bu yämsez bolıt baştan kitär        | Tatarische Jugend          | Tatar yäşläre                    | 1912               | e-moll     | f-moll      |

## Musik

### Einführung
Die Dichtung beginnt mit einer Einführung zum Thema des Volksliedes „Ein paar Pferde“ in den Text von Tukaj. Dieses Thema, verbunden mit Tukajs Ankunft in Kasan, „der Stadt seines Schicksals“, wird zum Leitmotiv des Schicksals der Hauptfigur.:317 Die Einführungsmusik ist eine sich allmählich entwickelnde Volksliedmelodie, die von einem wachsenden rhythmischen Ostinato begleitet wird. Der Ostinato-Rhythmus ahmt die Geräusche der Hufe eines laufenden Pferdes nach. Ohne Worte zu verwenden, ist „Ein paar Pferde“ in gewisser Weise das achte Gedicht von Tukaj in dieser Dichtung:316

### Für das Heimatland
Die ornamentreiche Melodie in einer engen Stimmlage ähnelt tatarischen Buchgesängen (ein Genre der tatarischen Folklore).:318 Der Gesang wird von Pentakkorden im Orchester begleitet. Von den neun Strophen des Gedichts Tukajs werden nur sechs verwendet und bilden die drei Verse des Teils.

### Versuchen Sie, die Herzen der Menschen zu erreichen
Im zweiten Teil der Dichtung wird Gedicht „Das Unbenannte“ von G. Tukaj vollständig verwendet. Die meisten Techniken, die in diesem Lied angewendet werden, einschließlich der diatonischen Quintfallsequenz, entsprechen dem Stil der sowjetischen Popmusik der 1970er Jahre.:319 Die Episoden, in denen die Orgel zwischen den Versen solo erklingt, erinnern an orientalische Musik.:320

### Das Heimatdorf
Im dritten Teil werden nur drei der vier Strophen von Gabdulla Tukajs Gedicht verwendet. Die zweite Strophe, in der der Koran und der Prophet Mohammed erwähnt werden, wurde gestrichen. Die Melodie, die mit 5/8-Taktangabe an einen Munadjat-Gesang erinnert, wird von Orgelakkorden begleitet.:318

### Umkehr und Buße
Der Teil verwendet vollständig das gleichnamige Gedicht von Gabdulla Tukaj, das eine Antwort auf Alexander Puschkins Gedicht „Das zehnte Gebot“ ist. Dieses Gedicht ist im Genre der orientalischen Poesie Nazire, als eine Nacherzählung des Autors des Gedichts eines anderen Autors, geschrieben. Kleine Sekunden und rhythmische Merkmale, die in der Passage verwendet werden, erinnern an klassische orientalische Musik.:319 In der Einleitung wird mit einer Fülle von kleinen Sekunden der schrille Klang von Sornay nachgeahmt. Dieses Duett aus Sornay und Daira nähert das Lied an die Unterhaltungsmusik des Ostens an, (z. B. obwohl die Nay ein Blasinstrument ist, das in Verbindung mit sufistischen Ideen steht, wird es häufiger in der ernsten Musik des Ostens verwendet).

### Gebrochene Hoffnung
In der Einleitung des Teils ertönt das Leitmotiv „Ein paar Pferde“. Das Lied ist auf eines der berühmtesten Gedichte von Gabdulla Tukaj – „Gebrochene Hoffnung“, gesungen zur Volksmelodie „Täftiläw“, geschrieben. Der Reichtum des Liedes besteht darin, dass sich hier Abschnitte mit Gesang und Rezitation abwechseln. Dieser Teil ist das lyrische Zentrum der vokal-symphonischen Dichtung.
In den Takten 48–64 im Orchesterteil gibt es ein Zitat der tatarischen Volksmelodie „Täftiläw“. Um den Kontrapunkt der Melodie des Solisten und des Zitats prägender klingen zu lassen, verbindet der Komponist sie in verschiedenen Taktangaben. In anderen Passagen wird das Volkslied in Modifikationen verwendet.
In den Takten 43–46 des Liedes erscheint in der Sängerpartie die erste Hälfte des Leitmotivs „Ein paar Pferde“.

### Ich wußte nicht
Der sechste Teil ist auf dem Gedicht „Stimme vom Muridenfriedhof“ von Gabdulla Tukaj geschrieben, das unter dem Einfluss von Ayaz İshakis Roman „Verschwinden in 200 Jahren“ geschaffen wurde. Eine der Hauptideen dieses Gedichts von G. Tukay ist die Kritik am Sufismus, aber keine Ablehnung. Almas Monassypow war gezwungen, eine von der sowjetischen Zensur zugelassenen Version des Gedichts zu verwenden: Der die Hauptidee abschließende 10. Bayet über dem Roman „Verschwinden“ wurde weggelassen, das Wort „Koran“ im sechsten Bayet wurde durch „Tschulpan“ ersetzt. Dieser Teil wurde mit den Originalwörtern von Gabdulla Tukai und einer die an die moderne tatarische Sprache angepasste Version von Nuri Arslan veröffentlicht. Im Repertoire von Idris Gasiew und Emil Djalaletdinow wird das Lied nur nach den Worten von Nuri Arslan aufgeführt.:35
Die Musik basiert auf der auf- und absteigenden Ostinato-Bewegung entlang des Tetrachords.

### Diese dunkle Wolke über uns wird verschwinden
Der letzte Teil ist nach dem Gedicht „Tatarische Jugend“ geschrieben. Die Form des Liedes geht auf eine Spielart der Basso-ostinato-Variationen zurück. Mit jeder neuen Variation nehmen die Veränderungen zu. Am Ende der sechsten Variation moduliert das Thema in c-Moll (oder cis-Moll in der II. Ausgabe). Am Ende der siebten Variation kehren sie zu der Tonalität zurück. Neben Basso Ostinato sind Melismen, Figuren und Texturen der Barockmusik nahe und spiegeln sich daher in dem für die europäische Musik des 20. Jahrhunderts charakteristischen Neoklassizismus wider.:325

## Rezeption
Bisher wurde „In den Rhythmen von Tukaj“ in Konzertsälen in Kasan, Ufa, Moskau, Sankt Petersburg, Jekaterinburg und anderen Städten aufgeführt. Das Werk mit der Stimme Emil Djalaletdinows wurde auf der neunten CD der Tatarischen musikalischen Phonochrestomatie aufgenommen.
Das dritte Lied „Das Heimatdorf“ wird als Hauptthema des zweiten Satzes in Almas Monassypows „Kammerkonzert für drei Flöten und Harfe“ verwendet.:321

## Einspielungen
- Emil Djalaletdinow, Bariton; Kammerorchester der TASSR unter der Leitung von Almas Monassypow; 1976
- Idris Gasiew, Tenor; Staatliches Akademisches Sinfonieorchester der Tatarstan Republiks unter der Leitung von Almas Monassypow; 1993